# Fulham Palace

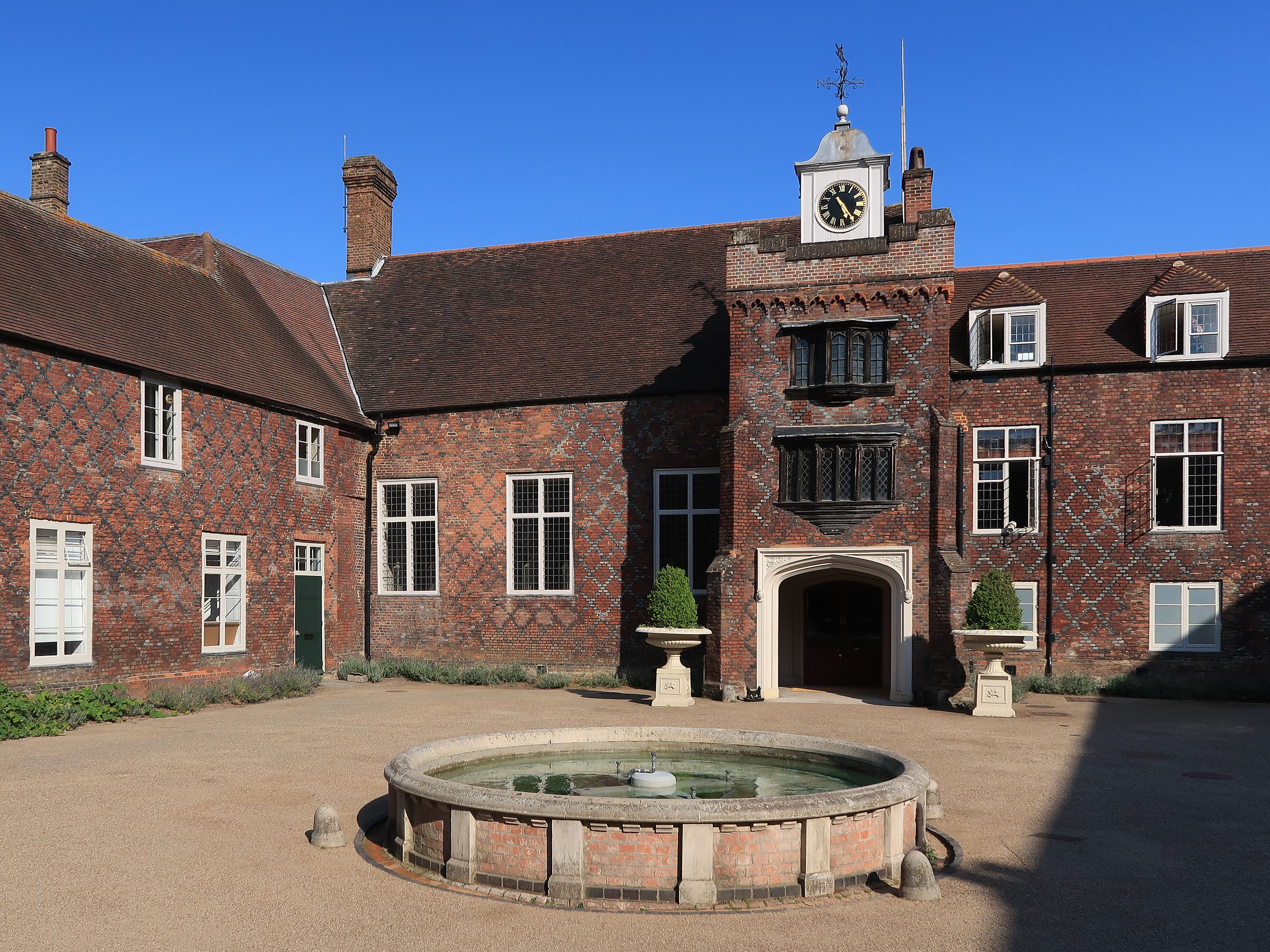
Hof des Fulham Palace

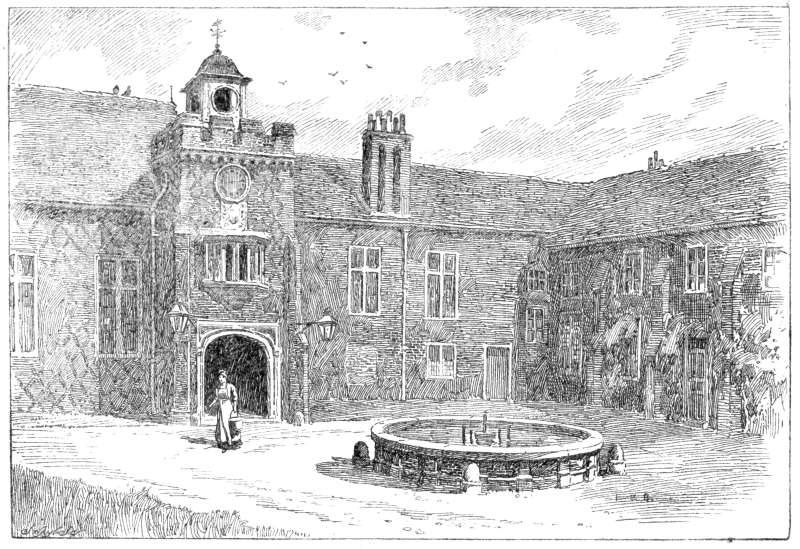
Fulham Palace 1902

Fulham Palace ist ein Herrenhaus mittelalterlichen Ursprungs im Londoner Stadtteil Fulham (früher Teil der englischen Grafschaft Middlesex). Sie war seit dem 11. Jahrhundert bis 1975 der Sitz des Bischofs von London. Es gehört immer noch der Kirche von England, wird aber vom London Borough of Hammersmith and Fulham und vom Fulham Palace Trust verwaltet. Es schließt an den Bishop's Park an und beherbergt ein Museum über die Geschichte des Herrenhauses sowie einem ausgedehnten Botanischen Garten.

## Geschichte

### Ursprünge
Während der ausgedehnten Restaurierungsmaßnahmen in den Jahren 2001–2006 entdeckte man auf dem Anwesen von Fulham Palace die Überreste verschiedener früherer großer Gebäude und sogar Beweise für neusteinzeitliche und römische Siedlungen. Die Besiedelung des Geländes, auf dem Fulham Palace steht, kann bis etwa 700 n. Chr. zurückverfolgt werden, als das Eigentum an dem Anwesen auf Bischof Waldher überging. Es gehörte den Bischöfen von London über 1300 Jahre lang und der Palast war ihr Landsitz spätestens ab dem 11. Jahrhundert. Von Beginn des 20. Jahrhunderts bis 1973 war es sogar ihr Hauptsitz.

### 17. Jahrhundert

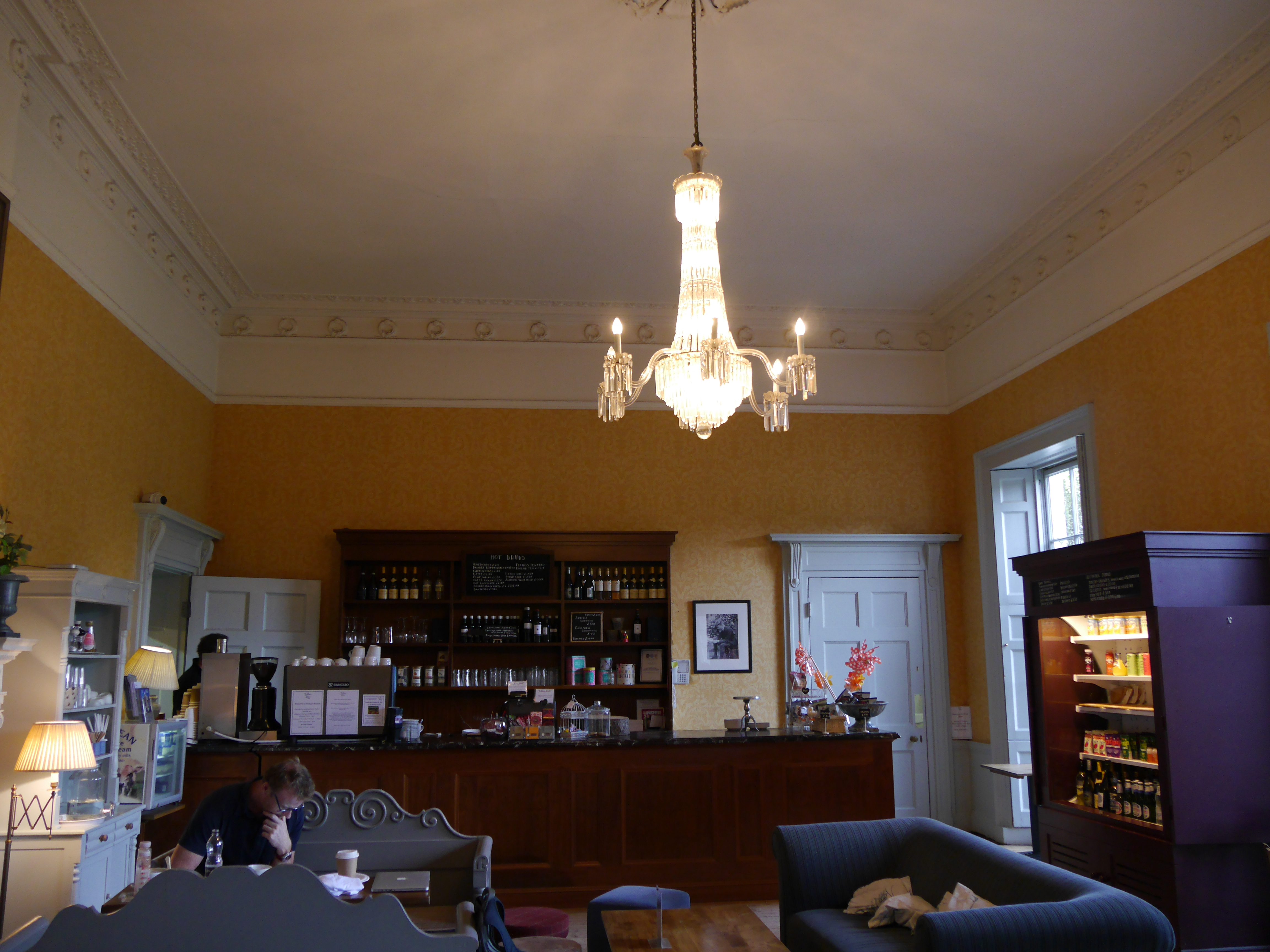
Café in Bischof Howleys Salon

Zu Beginn des 17. Jahrhunderts scheinen die Gärten von Fulham Palace negative Beachtung gefunden zu haben. Der Altertumsforscher John Aubrey führt unter seinen Memoranda auf: “The Bishop of London did cutte-down a noble Cloud of trees at Fulham” (dt.: „der Bischof von London ließ eine edle Gruppe von Bäumen in Fulham zusammenschneiden“) – wobei der sich auf eine scharfe Bemerkung von Sir Francis Bacon, eines begnadeten Gärtners, bezieht – “that he was a good Expounder of dark places” (dt.: „dass er ein guter Erklärer dunkler Plätze war“).
Henry Compton wurde 1675 zum Bischof von London ordiniert. Er führte etliche neue Pflanzenarten in die Gärten von Fulham Palace ein und kultivierte als Erster einige Pflanzen, die man heute in Großbritannien findet, z. B. die Sumpf-Magnolie, Tulpenbäume, Amberbäume und die ersten amerikanischen Azaleen in England, Rhododendron viscosum. In seinen beheizten Gewächshäusern züchtete er den ersten Kaffeebaum Englands. Eine Hybride aus der Gewöhnlichen Rosskastanie und der Roten Rosskastanie aus Amerika wird in den Gärten von Fulham Palace noch bis 1751 beschrieben.
Um 1681 waren die Gärten von Fulham Palace bereits bemerkenswert, wie John Evelyn notierte, als er sie besuchte. Bischof Comptons Gärtner in den ersten Jahren war George London, der seine berühmte Aufzuchtstation in Brompton im Jahr von Evelyns Besuch gründete. 1686 hoffte William Penns Gärtner, die exotische Flora von Pennsylvania gegen Setzlinge und Stecklinge von Bäumen und Büschen aus den Gärten von Fulham Palace eintauschen zu können. Seine treue Verteidigung seiner früheren Schülerinnen, der Prinzessinnen Mary und Anne, führte zu seiner Bestellung als Superintendent der königlichen Gärten von England und Schottland und als Kommissar für Handel und Pflanzungen. In den Kolonien fand er in John Bannister einen Briefpartner. Dieser wurde zuerst auf die westindischen Inseln und dann nach Virginia geschickt sandte Bischof Compton dann vor seinem unzeitigen Tod Zeichnungen, Samen und Herbariumsmuster, von denen der enge Freund des Bischofs, John Ray, die ersten veröffentlichten Zusammenstellungen nordamerikanischer Flora in seiner Historia Plantarum (1688) zusammentrug.

### Erster Weltkrieg
1918, im Ersten Weltkrieg, wurde ein Teil des Palastgrundstücks in Kleingärten umgewandelt, damit dort Gemüse und Obst zur Unterstützung der Kriegsanstrengungen angebaut werden konnte. Im selben Jahr diente der Palast selbst als Lazarett.

### Zweiter Weltkrieg und Folgezeit
Teile des Palastes wurden durch Bomben beschädigt und nach dem Krieg tat sich die Kirche zunehmend schwer mit der Unterhaltung dieses großen, teuren historischen Gebäudes. Im Jahre 1954 beschrieb der Architekt der Church Commissioners den Palast als „schlecht geplant und ungemütlich“. Nach vielen Jahren ohne Entscheidung räumte die Kirche schließlich 1975 den Palast.

## Fulham Palace heute

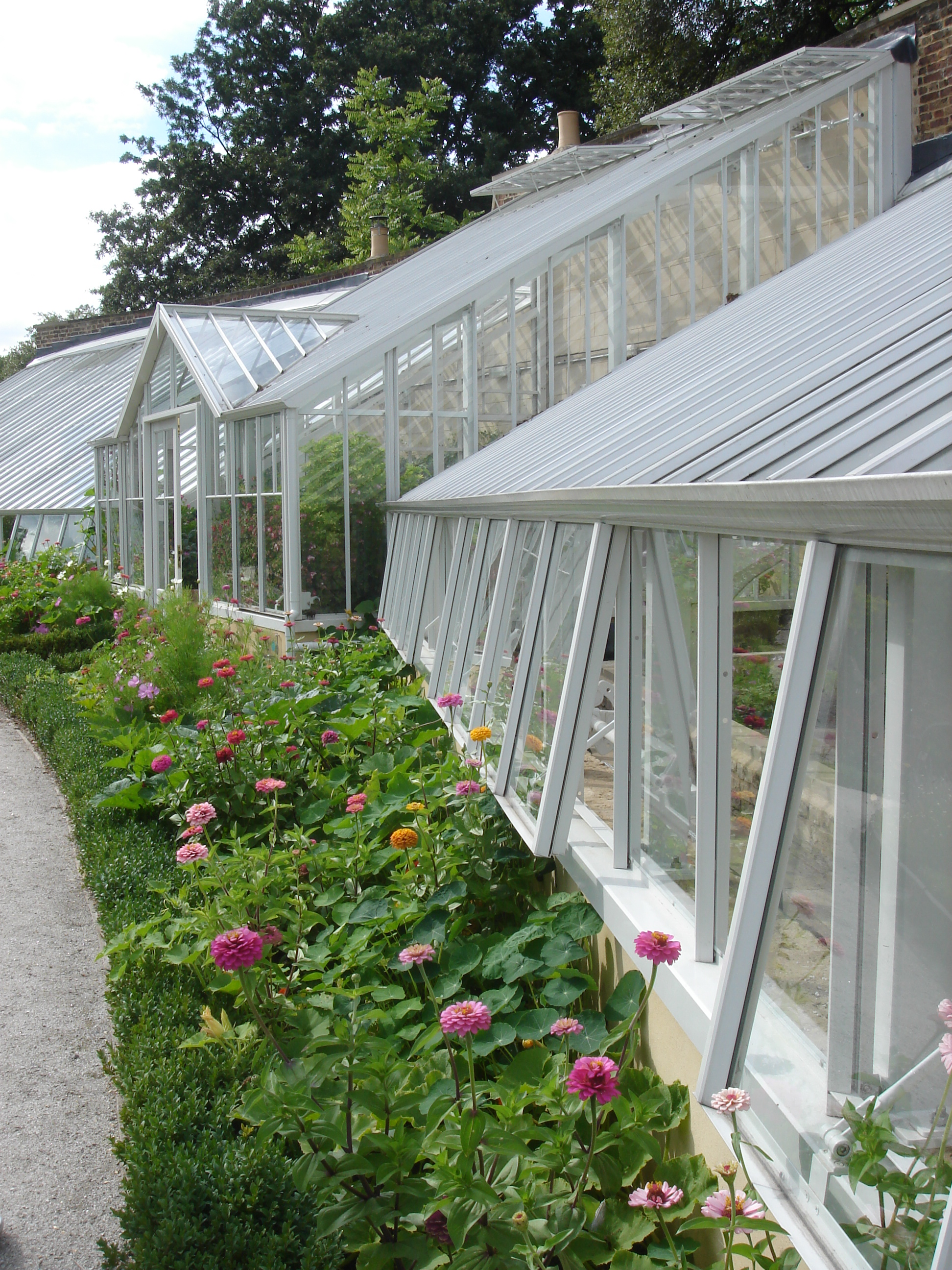
Gewächshäuser in den Gärten von Fulham Palace

Das Anwesen des Palastes war ursprünglich 120.000 m² groß, wovon heute 49.000 m² übriggeblieben sind. Zum Palast gehört auch der längste Burggraben in England. Obwohl der Palast seine eigene Kapelle besitzt, umfassen die Gärten auch den Kirchhof der benachbarten Gemeindekirche Allerheiligen, wo viele frühere Bischöfe begraben liegen. Die im Krieg angelegten Kleingärten sind bis heute erhalten und viele davon sind immer noch in Gebrauch, sodass Anwohner dort ihr Gemüse und Obst anbauen und ihre Blumen pflanzen können.
Trotz der Plünderung von Henry Comptons Nachfolger gibt es immer noch etliche alte Bäume in und um die Gärten von Fulham Palace und die Besucher können den Knotengarten und den Blauregen sehen, die in den eingefriedeten Gärten des Palastes überlebt haben. Eine große Steineiche soll 500 Jahre alt sein und wurde als Great Tree of London ausgezeichnet. Palast und Gärten werden heute gemeinsam vom London Borough of Hammersmith and Fulham und von Fulham Palace Trust verwaltet, obwohl Grundstück und Gebäude immer noch der Kirche von England gehören.
Der Fulham Palace Trust betrieb den Fulham Palace und die Gärten seit April 2011. Phase 2 des Fulham Palace Restoration Project begann 2010 und wurde im Oktober 2011 abgeschlossen, was mit Unterstützung durch den Heritage Lottery Fund gelang. Phase 2 umfasste sowohl die Restaurierung des Palastgrundstücks als die des nahegelegenen Bischofsparks. Der Park war früher Teil des Palastgrundstücks und war seit 1893 öffentlich zugänglich. Der eingefriedete Garten von Fulham Palace soll zurückgekauft und als Küchengarten betrieben werden und die Weinkeller (ursprünglich von Weeks of Chelsea gebaut) sollen wiedererrichtet werden.

## Museum und Kunstgalerie

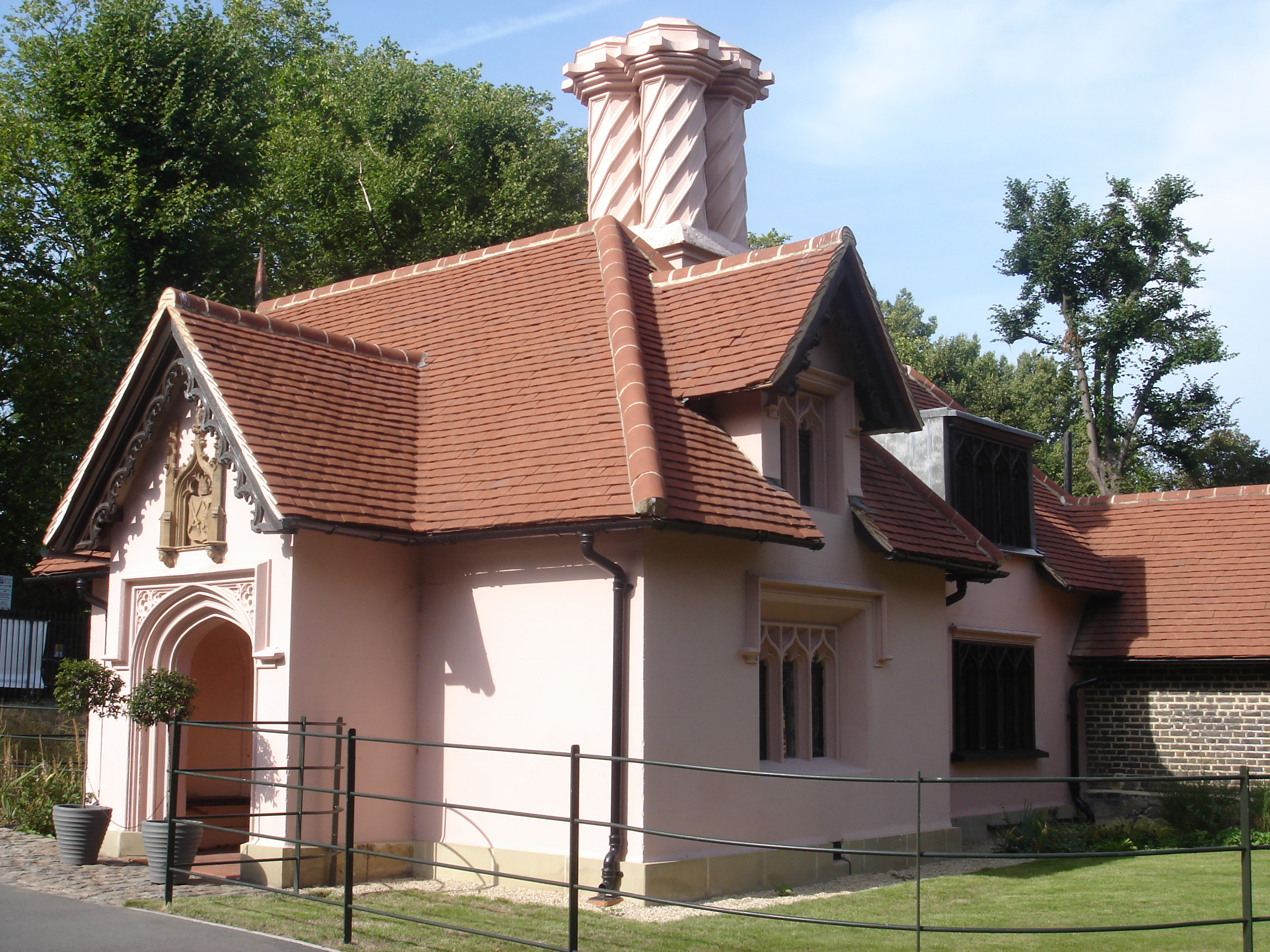
Torhaus von Fulham Palace

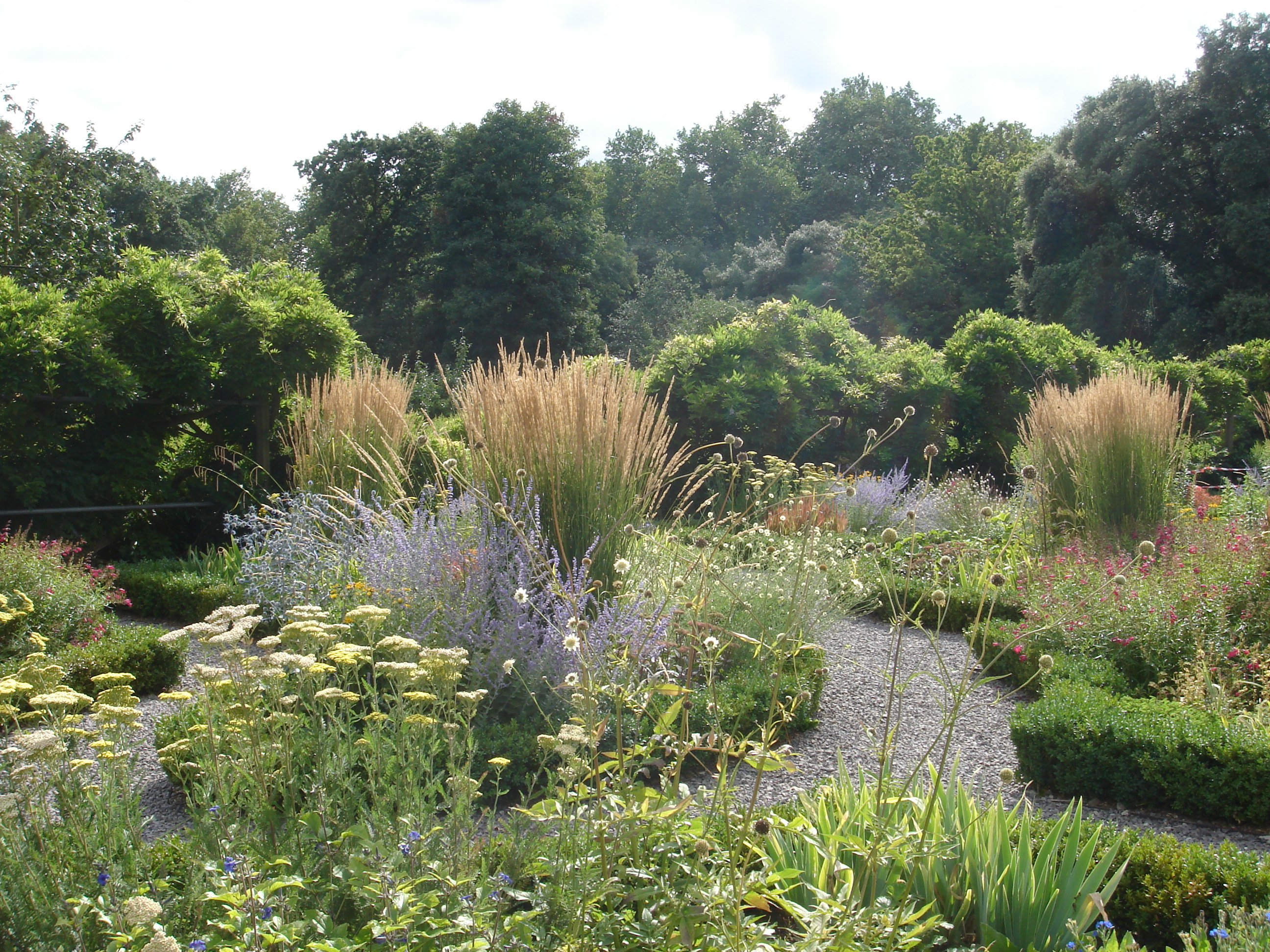
Eingefriedeter Garten in Fulham Palace

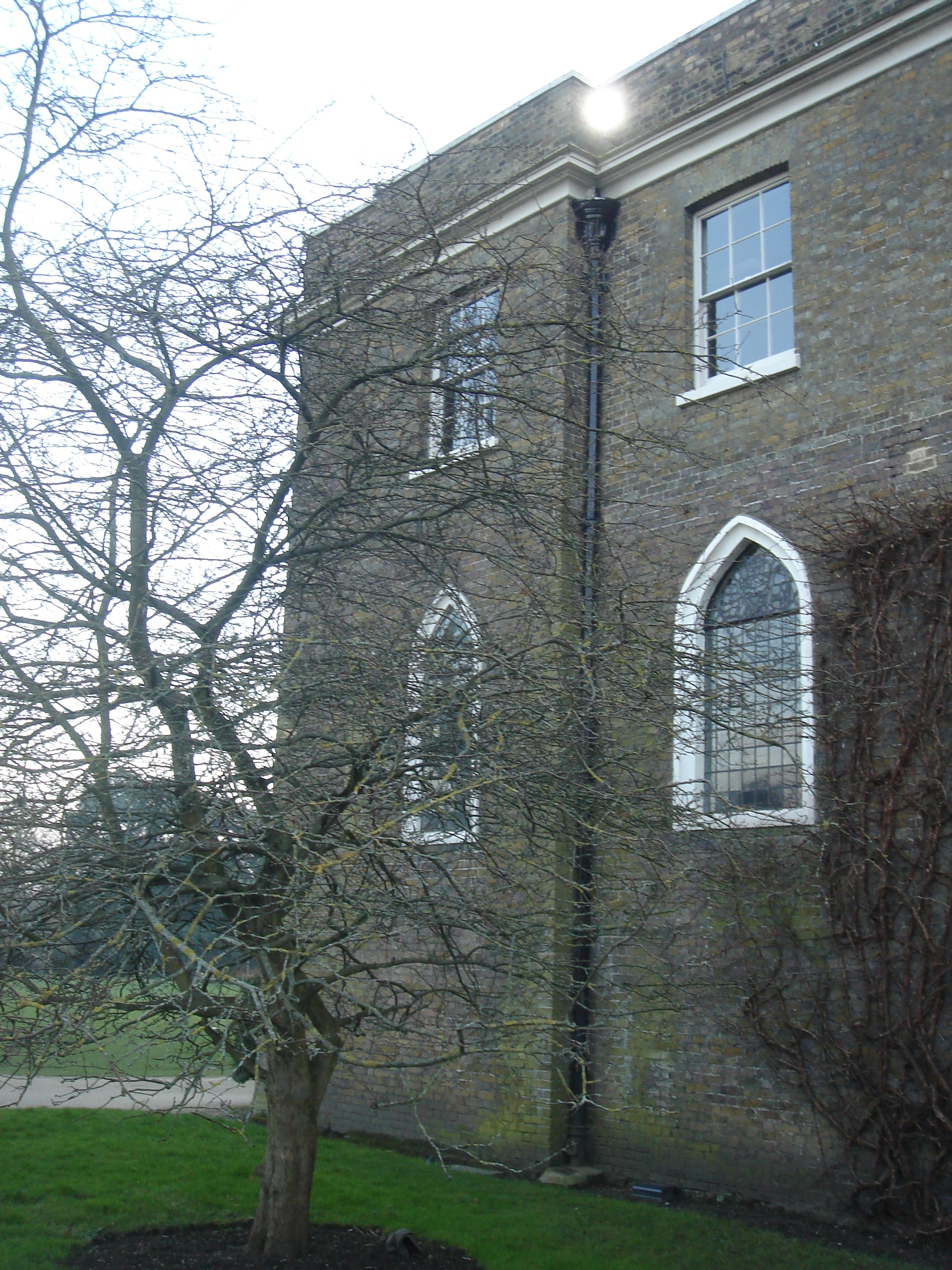
Fulham Palace

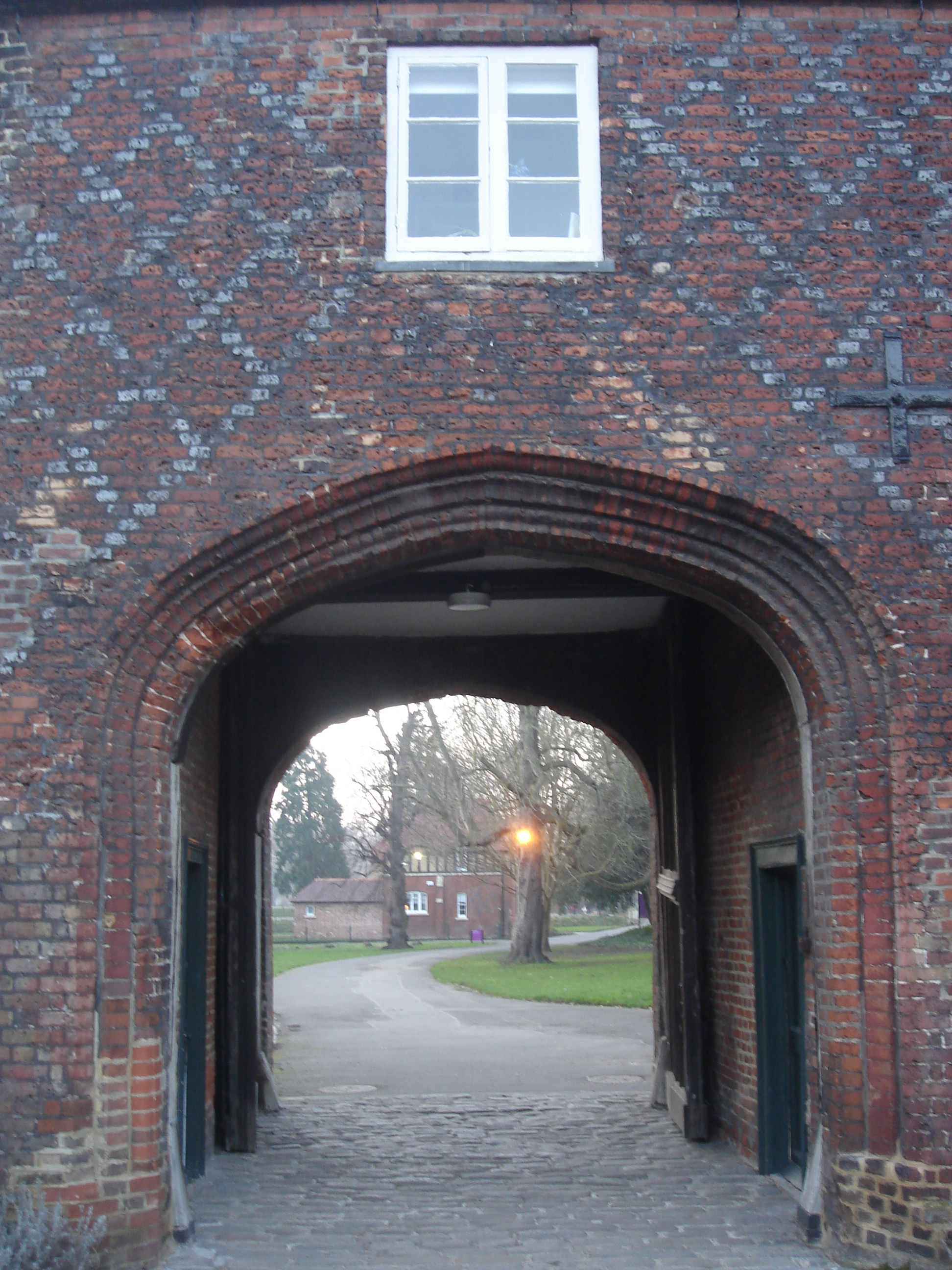
Fulham Palace

Das Museum von Fulham Palace belegt zum Teil Bischof Howleys Speisezimmer und Porteus-Bibliothek (benannt nach Bischof Beilby Porteus (1731–1809)), im 19. Jahrhundert Teil des Palastes. Es enthält einige Gemälde, die einst im Gebäude hingen, Bleiglasfenster, behauene Fragmente von Mauerwerk und die Pluviale des Bischofs, sowie Tafeln, auf denen die Geschichte des Palastes beschrieben ist.
Das verlorene Manuskript von William Bradfords Of Plymouth Plantation (1620–1647), ein wichtiges Gründungsdokument der USA, wurde 1855 in der Bibliothek entdeckt und im Jahr darauf veröffentlicht. Niemand weiß, wie es von Amerika herübergekommen ist, aber 1897 wurde es durch die Bemühungen des US-Senators George Frisbie Hoar nach Neuengland zurückgeführt.
Es gibt auch eine Kunstgalerie – Fulham Palace Gallery genannt –, in der Stücke zur Geschichte des Hauses und des Grundstücks ausgestellt sind.
Zur Kunstsammlung des Palastes gehören auch zwei Werke von Benjamin West aus dem Jahre 1798, Margaret von Anjou und Thomas Becket, ein Ölgemälde von Adriaen van Diest, das den Feldmarschall George Wade zeigt und ein Ölgemälde von John Hoppner, auf dem Bischof Beilby Porteus abgebildet ist.
Des Weiteren gibt es dort ein Ölgemälde von William Wand, das Reginald Henry Lewis zeigt.

## Zugang für Besucher
Der Eintritt in den Palast und die Gärten ist frei. Das Grundstück ist täglich von Sonnenaufgang bis Sonnenuntergang geöffnet. In Bischof Howleys Salon hat ein Café eröffnet. Der Palast ist von der Fulham Palace Road am nördlichen Ende der Putney Bridge aus zugänglich.